# Daler Ismatow
Daler Amonułłowicz Ismatow (ros. Далер Амонуллович Исматов; ur. 28 czerwca 1991 r.) – rosyjski kulturysta. Trzykrotny mistrz Rosji oraz jednokrotny wicemistrz Europy w kulturystyce.

## Życiorys
Jego miastem rodzinnym jest Kaługa. Ma młodszego brata.
Kulturystyką zajmuje się od czternastego roku życia. W kwietniu 2009 roku brał udział w Pucharze Moskwy w kulturystyce. W kategorii nastolatków wywalczył złoty medal. Tego samego miesiąca jego występ uświetnił 22. Puchar Rosji. W kategorii zawodników nastoletnich Ismatow zdobył srebro. Rok 2010 był dla Ismatowa ciągiem sukcesów. Podczas Mistrzostw Kaługi kulturysta dwukrotnie obejmował pierwsze miejsce na podium: w kategorii juniorów oraz w kategorii mężczyzn o wadze nieprzekraczającej osiemdziesięciu kilogramów. Na Mistrzostwach Rosji, organizowanych przez federację FBFR (ФБФР), zdobył złoto w kategorii wagowej do 75 kg oraz srebro w kategorii juniorów. W 2012 uhonorowano Ismatowa złotym medalem w trakcie Pucharu Rosji federacji FBFR (kategoria do 75 kg), a w 2015 − złotem podczas Mistrzostw Rosji (kategoria do 85 kg). Ismatow występował na zawodach organizowanych na szczeblu europejskim oraz światowym. W 2012, podczas Mistrzostw Europy juniorów i weteranów, zajął drugie miejsce w kategorii wagowej sięgającej 75 kg. Rok później wziął udział w Mistrzostwach Świata organizowanych przez federację IFBB; zajął czwarte miejsce wśród juniorów o masie ciała przekraczającej siedemdziesiąt pięć kilogramów.
Ma 167 cm wzrostu. Posiada tytuł mistrza sportu (MC, Мастер спорта) w kulturystyce. Mieszka w Petersburgu. Pracuje jako trener w klubie fitnessu.